# استان ایوانو-فرانکیفسک
استان ایوانو فرانکیسوک (به اوکراینی: Івано-Франківська область) یکی از استان‌های غربی کشور اوکراین است.
مرکز این استان شهر ایوانو-فرانکیفسک می‌باشد.

## شهرهای استان ایوانو فرانکیسوک

| - هالیچ - یارمچا - کوسیف - روهاتین - تلوماچ - تیسمنیتسیا - هورودنکا - سنیاتین | - بولخیف - بورشتین - دولینا - نادویرنا - کولومیا - کالوش - ایوانو-فرانکیفسک |  |